# Каса (головной убор)
Каса (яп. 笠) — японский национальный головной убор. Представляет собой конусообразную шляпу. Возник в Японии в глубокой древности из-за муссонного климата с долгими сезонами дождей. Касу плетут из соломы, бамбука, камыша, осоки. Существует множество самых разных типов и форм таких шляп.

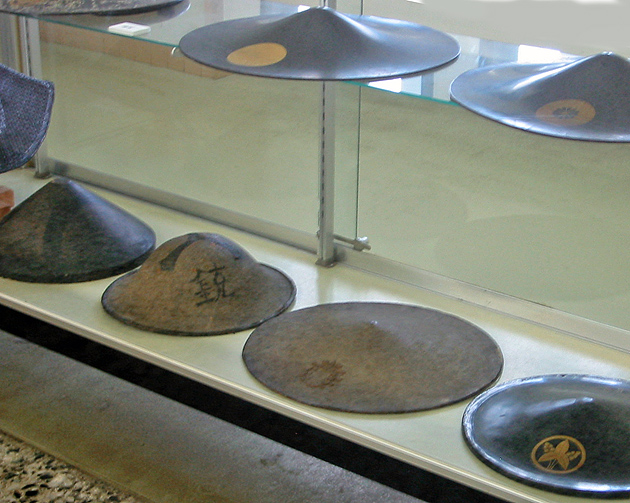
Коллекция кас, выставленная в замке Гифу

Касу в Японии могли носить все сословия, но традиционно каса ассоциируется с самураями. Касу носили самураи в повседневной жизни и в путешествии.
Также самураи пользовались шляпами амигаса, плетёными из соломы или бамбука. В такой шляпе было маленькое плетёное окошко, позволявшее скрывать лицо и при этом видеть окружающих.

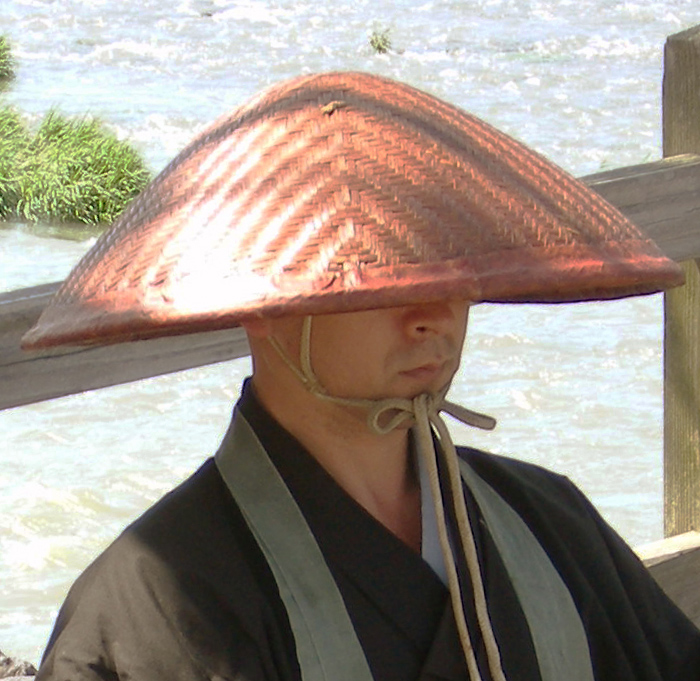
Буддийский монах в шляпе, называемой такухацугаса.
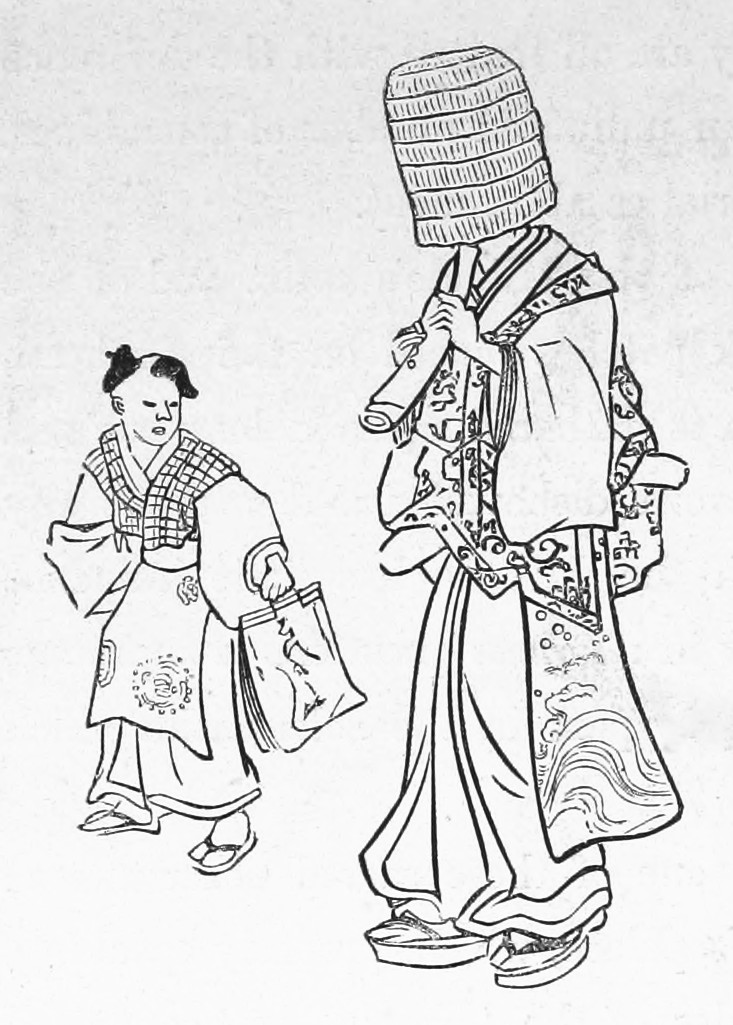
Комусо, нищенствующий монах дзэнской секты Фукэ, в шляпе фукаамигаса разновидности тэнгай (天蓋).
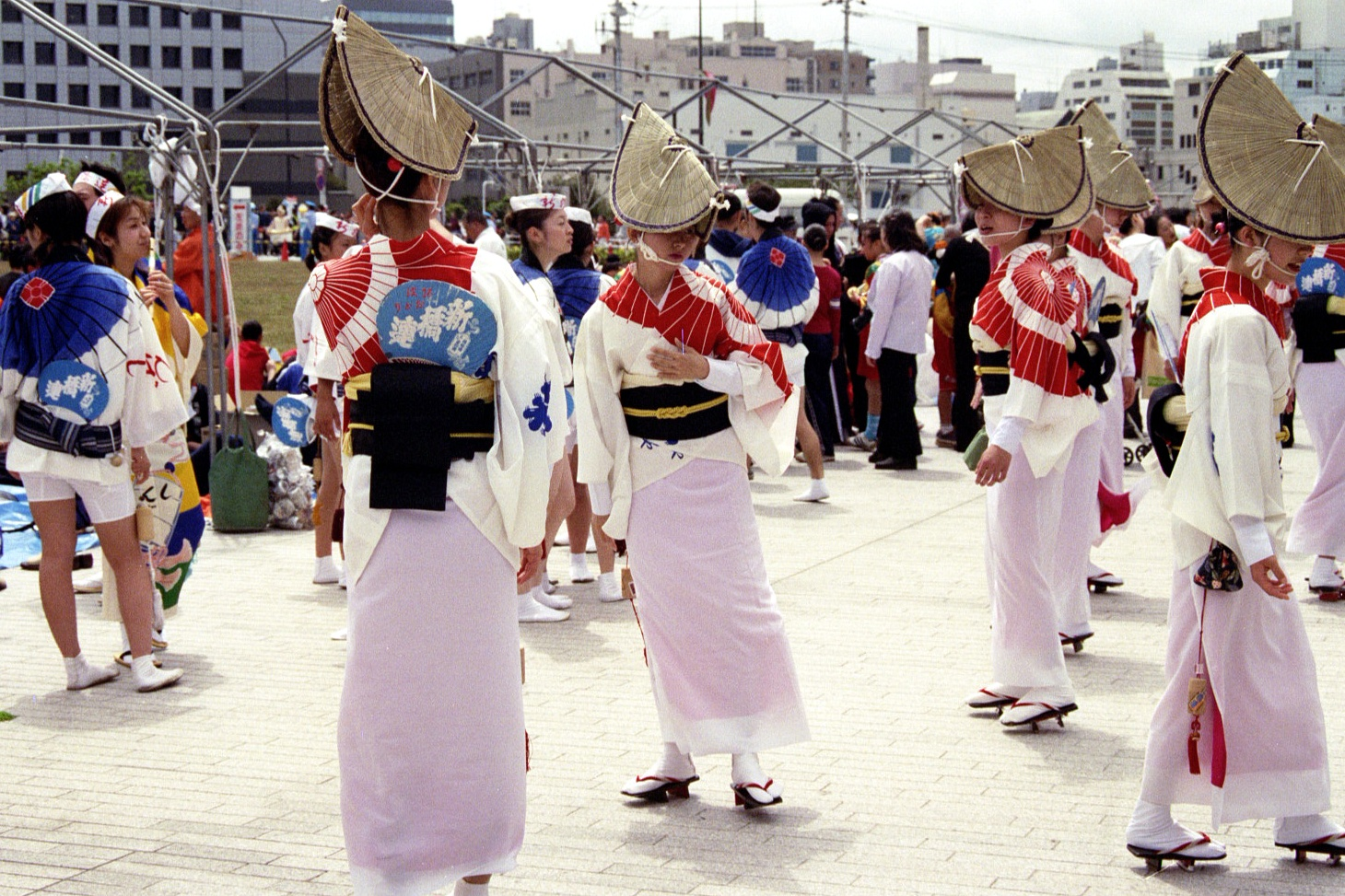
Женщины на Ава-одори (танцевальном фестивале в префектуре Токусима) в характерных касах, созданных специально для танца.